# 스즈미야 하루히의 소실
《스즈미야 하루히의 소실》(일본어: 涼宮ハルヒの消失)은 스즈미야 하루히 시리즈 제4권인 동명의 소설의 애니메이션 영화화 작품이다. 교토 애니메이션이 제작하였고, 일본에서는 2010년 2월 6일 개봉하였다. 2010년 11월 11일에 대한민국에서도 개봉되었다.

## 줄거리
고등학교 1학년 생활도 얼마 남지 않은 추운 겨울날, 스즈미야 하루히와 SOS단의 단원들은 크리스마스에 개최하기로 결정한 전골 파티를 준비하고 있었다. 이런 저런 일들을 많이 겪은 주인공인 평범한 남학생 쿈 역시 평범한 날들을 보내고 있었다.
그러다가 찾아온 12월 18일, 쿈은 아침에는 아무런 변화도 눈치채지 못하지만 쿈이 알지 못하는 사이 큰 이변이 일어나고 있었다. 뒷자리의 하루히가 보이지 않는다는 사실을 대수롭지 않게 여긴 쿈은 점심시간에 학교에 나타난 인물을 보고 혼비백산한다. 그 인물은 바로 반 년 전 쿈을 습격했던, '정보통합사념체'에 의해 만들어진 '우주인'인 아사쿠라 료코였던 것이다. 쿈이 알고 있던 아사쿠라 료코는 또 다른 우주인인 나가토 유키에 의해 소멸되었다.
이변을 눈치챈 쿈은 다른 SOS단 단원들을 찾아 나선다. 그런데 미래에서 온 미소녀인 아사히나 미쿠루는 쿈을 전혀 알지 못하는 평범한 소녀였고, 초능력을 가지고 있는 코이즈미 이츠키는 1학년 9반 전체와 함께 학교에서 사라져 있었다. 쿈은 위기 상황에서 항상 힘이 되어 준 존재였던 나가토 유키를 발견하지만 나가토 역시 평범한 소녀로 변한 상태였다.
쿈은 어떻게 해서든 세계를 원래대로 되돌리기 위하여 고군분투하지만 이상한 일들이 전혀 일어나지 않는 정상적인 새로운 세계와, 민폐만 끼치는 하루히에게 휘둘리며 여러 골치아픈 사건에 말려들게 되는 원래 세계 사이에서 갈등하게 된다.

## 목소리 출연
- 히라노 아야 - 스즈미야 하루히 역
- 스기타 토모카즈 - 쿈 역
- 치하라 미노리 - 나카토 유키
- 고토 유코 - 아사히나 미쿠루 역
- 오노 타이스케 - 코이즈미 이츠키 역
- 쿠와타니 나츠코 - 아사쿠라 료코 역
- 마츠오카 유키 - 츠루야 선배 역
- 시라이시 미노루 - 타니구치 역
- 마츠모토 메구미 - 쿠니키다 역
- 아오키 사야카 - 쿈의 여동생 역

## 원작과의 차이점
- 원작에서는 나가토 유키와 쿈의 대화가 병실에서 이루어지지만 영화에서는 병원 옥상에서 이루어진다. 이로 인해 ‘눈(유키)’을 사용한 연출이 가능해졌다. 이 장면에서는 원작소설 제8권 스즈미야 하루히의 분개에 수록된 단편 '편집장★일직선!'에 사용된 삽화가 사용되었다.
- 극장판에서는 16일부터 이야기가 시작되지만 원작에서는 12월 17일에 시작되어 16일의 일은 쿈의 회상으로 다뤄진다. 하지만 영화에서는 16일의 장면이 큰 폭으로 늘어나는데 16일 등교 씬은 원작에서 17일에 해당되며 이건 영화 초반에 SOS단의 일상을 묘사하기 위한 연출이다. 이 때문에 크리스마스 이브에 관한 대사도 ‘1주일 후’에서 ‘8일 후’로 바뀌었다.
- 쿈과 타니구치의 대화 후반 부분은 영화에 추가된 17일 체육시간 씬으로 옮겨졌는데, 원작에서는 18일 쿈이 전날 체육시간 타니구치의 상태를 떠올리는 것에 멈춰있다.
- 쿈이 휴대전화의 주소록에서 하루히의 이름을 찾는 씬이 추가 되었다.
- 쿈이 스즈미야 하루히의 우울에서 나가토에게 빌린 책에 책갈피가 끼워져 있는 것을 기억해내어 같은 책을 펼치는 씬이 있지만 원작에서는 생각에 잠겨 책을 펼쳐 들고 보다가 거기에서 처음으로 책갈피를 발견한다.
- 세상이 바뀐 후 나가토의 방에 바뀌기 전에는 없었던 TV 등이 있지만 원작에서는 바뀌기 전과 같이 코타츠 밖에 없다. 이는 미술감독인 다무라 세이키가 우선 동일한 인테리어에 따뜻함을 부여해 쿈의 위화감을 증대시키는 연출을 노렸다고 했다.
- 엔딩 크래딧 후 에필로그에도 도서관에서 책을 읽고 있는 나가토 씬이 추가되었는데 원래는 원작자인 타니가와 나가루 작가가 바뀐 세상의 나가토의 도서관 추억을 에필로그로 사용하자는 아이디어를 냈지만 회상 씬이 너무 많아 곤란하다는 총감독의 제재로 실현되지 못했다.[2]

## 관련 CD

### 오프닝 테마
- - 제목 : 모험이지, 그렇지?(冒険でしょでしょ？)
  - 노래 : 스즈미야 하루히(히라노 아야)
  - 작사 : 하타 아키, 작곡 : TT 아키코
  - 2006년 4월 26일 발매

### 엔딩 테마
- - 제목 : 상냥한 망각(優しい忘却)
  - 노래 : 나가토 유키(치하라 미노리)
  - 작사 : 하타 아키, 작곡 : 이토 마스미
  - 2010년 2월 24일 발매

### 사운드 트랙
- 2010년 1월 27일 발매
  - 제목 : 짐노페디
  - 작곡 : 에리크 사티

## 관련 서적
- 뉴타입 편 '공식 가이드북 스즈미야 하루히의 소실'
  - 2010년 2월 25일 발매
- 타니가와 나가루 '스즈미야 하루히 시리즈' (원작)
  - 초판 2004년 8월 1일 발매
  - 영화 개봉 기념으로 다른 버전도 나옴.[출처 필요]

## 관련 영화사

### 대한민국

#### 수입
㈜크래커픽쳐스

#### 배급
에이원 엔터테인먼트